# Weiterbildungsakademie Österreich

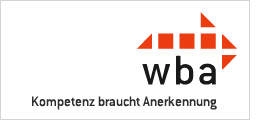
Logo der Weiterbildungsakademie Österreich (wba)

Die Weiterbildungsakademie Österreich (Abkürzung in Eigenschreibweise: wba) ist ein seit 2007 bestehendes berufsbegleitendes Qualifizierungs- und Anerkennungssystem für Erwachsenenbildner in Österreich. 

## Beschreibung
Die Weiterbildungsakademie ist eine partnerschaftliche Einrichtung der österreichischen Erwachsenenbildung. Sie überprüft und anerkennt Kompetenzen von Erwachsenenbildnern und Erwachsenenbildnerinnen (tätig in: Training, Beratung, Bildungsmanagement,öffentliche Bibliotheken) nach definierten Standards und vergibt einen zweistufigen Abschluss mit Zertifikat und Diplom.
Gemäß eigenem Leitbild unterstützt sie die Durchlässigkeit zwischen Erwachsenenbildung und hochschulischer Aus- und Weiterbildung, anerkennt Bildungsangebote, ohne selbst Bildungsanbieter zu sein und leistet damit einen nachhaltigen Beitrag zur Professionalisierung und Qualitätsentwicklung der Erwachsenenbildung in Österreich.
Die Zielgruppe sind Personen, die leitend, pädagogisch verantwortlich, organisierend, lehrend, lernprozessbegleitend und/oder beratend in der Erwachsenenbildung oder im Bibliothekswesen tätig sind. Aufbauend auf in der Praxis bereits erworbener Kompetenzen können fehlende Kompetenzen über Angebote am Erwachsenen- bzw. Weiterbildungsmarkt erworben werden und enden in einem zweistufigen Abschluss mit dem wba-Zertifikat beziehungsweise dem wba-Diplom, das in vier Schwerpunktbereichen angestrebt werden kann.
Die wba kooperiert mit dem Deutschen Institut für Erwachsenenbildung und orientiert sich am Nationalen Qualifikationsrahmen. Mit Juli 2020 wurde das wba-Zertifikat „Zertifizierte/r Erwachsenenbildner/in (wba)“ in den NQR (Nationalen Qualifikationsrahmen) auf Stufe V zugeordnet.

## Gremien
Das Lenkungsgremium trägt die pädagogische und inhaltliche Verantwortung für das kooperative System und ist für dessen Weiterentwicklung und Öffentlichkeitsarbeit zuständig. Bei Beschwerden ist das Lenkungsgremium entscheidende Instanz.
Der aus fünf Personen bestehende Akkreditierungsrat prüft alle Anträge der Kandidaten und der Bildungsanbieter und beschäftigt sich mit Fragen der Qualitätssicherung. Der Akkreditierungsrat ist mit unabhängigen Experten besetzt, die an den Schnittstellen von Erwachsenenbildung, Pädagogischen Hochschulen, Universitäten und der Wirtschaft tätig sind.